# Cheng Han
Cheng Han was een Chinese staat die van 303 tot 347 in het huidige Sichuan lag en als hoofdstad Chengdu had. 

## Samenvatting
Het land werd door de historicus Cui Hong (478–525) in zijn Lente- en herfstannalen van de Zestien Koninkrijken gerekend tot de Zestien Koninkrijken. Dat waren staten die tussen 304 en 439 in noord-China waren gevormd door voornamelijk niet-Han-Chinezen. Chronologisch gezien was Cheng Han de eerste van die Zestien Koninkrijken, maar vergeleken met die andere staten kent het ontstaan van Cheng Han een afwijkend karakter. De regerende dynastie van Cheng Han wordt vaak tot de Di (氐) gerekend, maar behoorde feitelijk tot de Cong (賨), afstammelingen van het Ba-volk in oost-Sichuan. Men verklaarde zich in 303/304 onafhankelijk van de Jin-dynastie (265-420). Bij de vestiging speelde de taoïstische beweging van de "Weg van de Hemelse Meesters" (天師道, Tianshi dao) een grote rol. Oorspronkelijk heette de staat dan ook Da Cheng (大成, "Grote Perfectie"), in 338 werd de naam gewijzigd in Han (漢). De gunstige ligging en een stabiel bestuur hebben tot economische bloei geleid. De belangrijkste keizer was Li Xiong (李雄, r.304-334). Na een periode van politieke onrust werd het land in 347 veroverd door de (Oostelijke) Jin-dynastie.

## Politieke ontwikkelingen

### Achtergrond

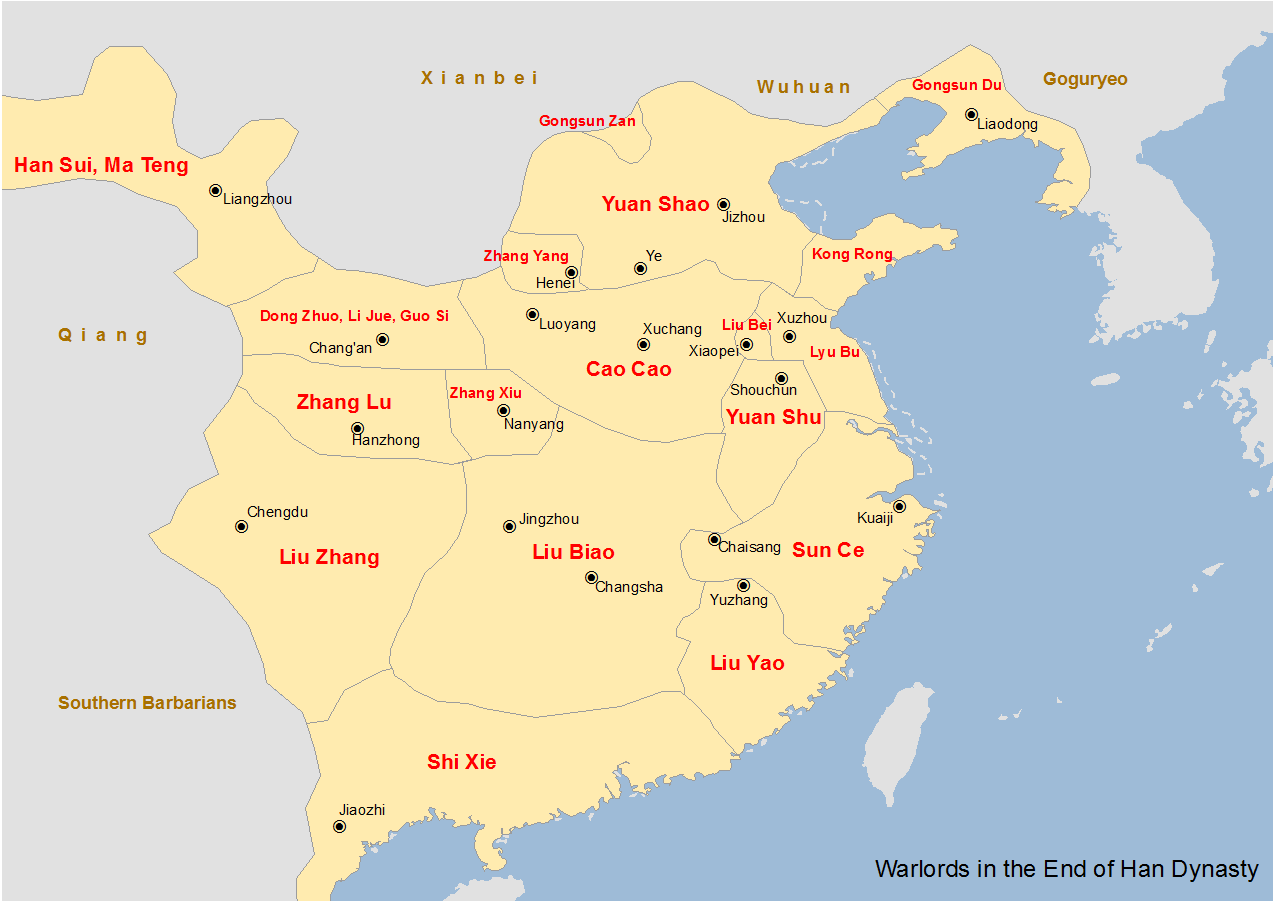
Territoria van krijgsheren aan het einde van de Han-dynastie

In de loop van de eerste eeuw (n.Chr.) vestigde Zhang Daoling (traditioneel: 34-156 [sic!]) in de vlakte van Chengdu in het huidige Sichuan de taoïstische beweging van de "Weg van de Hemelse Meesters" (天師道, Tianshi dao). Zijn  kleinzoon, Zhang Lu (張魯, †216) breidde de invloedssfeer uit naar het noorden en vestigde rond 200 in de Hanzhong-vallei de staat Hanning (漢寧). Dat was een  half onafhankelijk gebied dat volgens taoïstische principes werd bestuurd, wat het land tot een aantrekkelijke vestigingsplaats maakte, met name voor leden van gemarginaliseerde niet-Han minderheden. Hieronder bevond zich ook een groep Cong (賨, afstammelingen van het volk van Ba, de oorspronkelijke bewoners van Sichuan) onder leiding van Li Hu (李虎). Zijn familie was afkomstig uit oostelijk Sichuan en behoorde tot de vroegste aanhangers van de "Weg van de Hemelse Meesters". In 216 werd het gebied veroverd door Cao Cao, de op dat moment machtigste krijgsheer. Veel bewoners werden door hem verplaatst naar het noordwesten, Li Hu kwam met ongeveer 500 families terecht in Tianshui, in het huidige Gansu, waar hij en zijn nakomelingen gedurende de derde eeuw militaire functies vervulden.

### Vestiging van Cheng Han

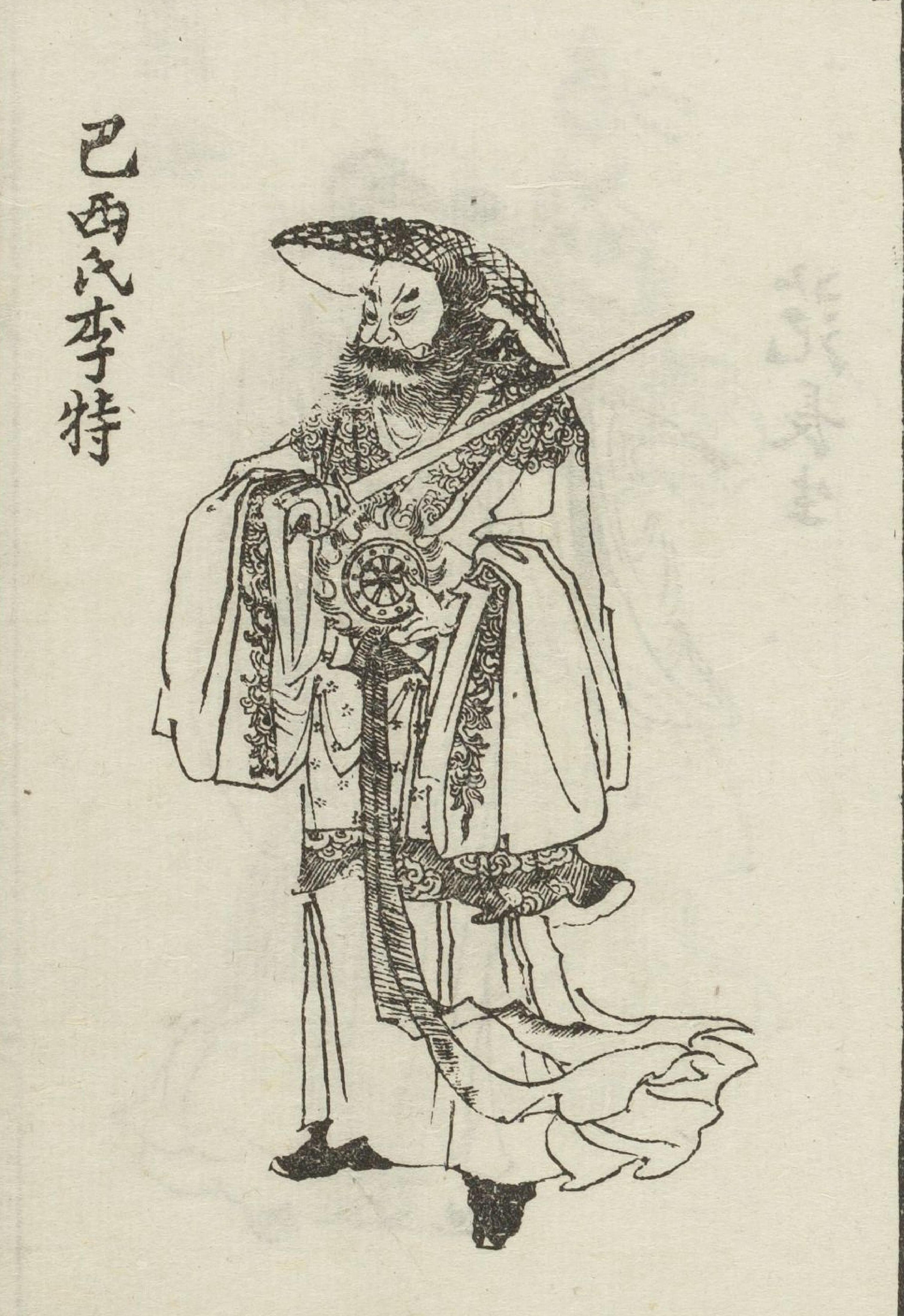
Li Te (李特, ca.240-303), afbeelding uit deel 1 van het commentaar van Jin Shengtan (1610-1661) op de Roman van de Drie Koninkrijken.

Rond 290 werd Gansu verschillende jaren achter elkaar getroffen door ernstige droogte, sprinkhanenplagen en epidemieën. De gevolgen voor de bevolking zijn beschreven in juan 26 van het Boek van de Jin: "Veel mensen leden honger, verkochten zich zelfs aan elkaar, talloze mensen trokken weg" (人多饑乏，更相鬻賣，奔迸流移，不可勝數, ren duo ji fa, geng xiang yu mai, ben beng liu yi, buke sheng shu). In 294 en opnieuw in 296 ontstond een rebellie van de daar woonachtige Xiongnu, gevolgd door een nog grootschaligere opstand van Di en Qiang, onder leiding van Qi Wannian (齊萬年, †299). De centrale regering was machteloos, leden van de keizerlijke familie Sima (司馬) waren verwikkeld in een onderlinge strijd, de Oorlog van de Acht Prinsen (291-306). Een stroom van mogelijk 200.000-300.000 ontheemden ging op zoek naar voedsel en een nieuwe woonplaats. Zij stonden onder leiding van Li Te (李特, ca.240-303), Li Xiang (李庠, 247-301) en Li Liu (李流, 248-303), drie broers en kleinzonen van Li Hu. De groep trok van de Guanzhong-vlakte (關中平原, centraal Shaanxi), eerst zuidwaarts naar Hanzhong en vervolgens richting Chengdu. De prefect van de provincie Yi (益州, Sichuan), Zhao Xin (趙廞, †301) en zelf een taoïst, opende in eerste instantie de graanschuren voor hen, maar keerde zich in 301 tegen de Li-leiders. Hij bracht Li Xiang, zijn zoon Li Hong (李弘) en meer dan tien clanleden om het leven. Hierop viel Li Te het leger van Zhao Xin aan. Die vluchtte, maar kon gevangengenomen worden en gedood.
Door het keizerlijk hof werd Luo Shang (羅尚) benoemd tot de nieuwe prefect van Yi. Hij gaf het bevel dat de migranten moesten terugkeren naar het noordwesten. Toen Li Te dat weigerde, viel Luo Shang hem aan. Li Te overwon Luo Shang, die zich terugtrok in Chengdu. Li Te omsingelde de stad. Hij beheerste nu de vallei van Chengdu en benoemde zichzelf tot hoofdcommandant (da dudu 大都督), hoogste generaal (da jiangjun 大將軍) en prefect van de provincie Yi. Verder verving hij de wetgeving van de Jin door drie op het Taoïsme gebaseerde wetsartikelen. Er zou in 303 ook een nieuwe jaartitel, Jianchu (建初) zijn aangenomen, maar dit kan ook na 304 met terugwerkende kracht zijn gebeurd. Soms wordt daarom het jaar 303 beschouwd als het begin van de onafhankelijkheid van de staat Cheng Han. Andere historici plaatsen dat moment in 304 met de proclamatie van het koninkrijk Chengdu.

### Keizerrijk Da Cheng

#### Proclamatie
Luo Shang leidde later in 303 vanuit Chengdu een onverwachtse aanval op Li Te. Die werd daarbij met zijn broer Li Fu (李輔) gedood. Hun lichamen werden verbrand en Luo Shang zond hun hoofden naar de Jin-hoofdstad Luoyang. Een andere broer van Li Te, Li Liu (李流) nam zijn titels over, maar liet politieke beslissingen over aan zijn neef Li Xiong (李雄, †334), een zoon van Li Te. Die wist Chengdu in te nemen, Luo Shang kon ontkomen en vestigde zich in Jiangyang (het huidige Luzhou in oostelijk Sichuan).
Li Xiong was eerder in contact gekomen met Fan Changsheng (范長生, †318). Dat was de leider van een taoïstische gemeenschap op de heilige berg Qingcheng Shan, ten noordwesten van Chengdu. Zijn steun aan het leger van Li Xiong was essentieel voor de inname van die stad. In datzelfde jaar 303 overleed Li Liu aan een ziekte en volgde Li Xiong hem op. Op aanraden van Fan Changsheng nam die in 304 de titel "koning van Chengdu" (成都王) aan en koos als jaartitel, jianxing (建興, "Gevestigde opkomst", 304-306). Hij maakte de taoïstische leider tot zijn geestelijke raadsman en benoemde hem tot kanselier (chengxiang, 丞相). Twee jaar later, in 306, nam Li Xiong de keizerstitel aan. Hij noemde zijn keizerrijk Da Cheng (大成, "Grote Perfectie"), naar een dichtregel uit het Boek der Liederen (II,3,5, zhan ye dacheng 展也大成, "die groot is en nobel geboren"). Dat was een verwijzing naar Taiping dao (太平道, "Weg van de Grote Vrede"), de taoïstische beweging gesticht door Zhang Jue in de tweede eeuw (n.Chr.). Fan Changsheng ontving de titel tiandi taishi (天地太師, "Grote Meester van Hemel en Aarde"), een verwijzing naar de taoïstische beweging Tianshi dao (天師道, "Weg van de Hemelse Meesters"). Hij zou kanselier blijven tot zijn overlijden in 318 en daarna worden opgevolgd door zijn zoon Fan Ben (范賁, †349).

#### Li Xiong (304-334)

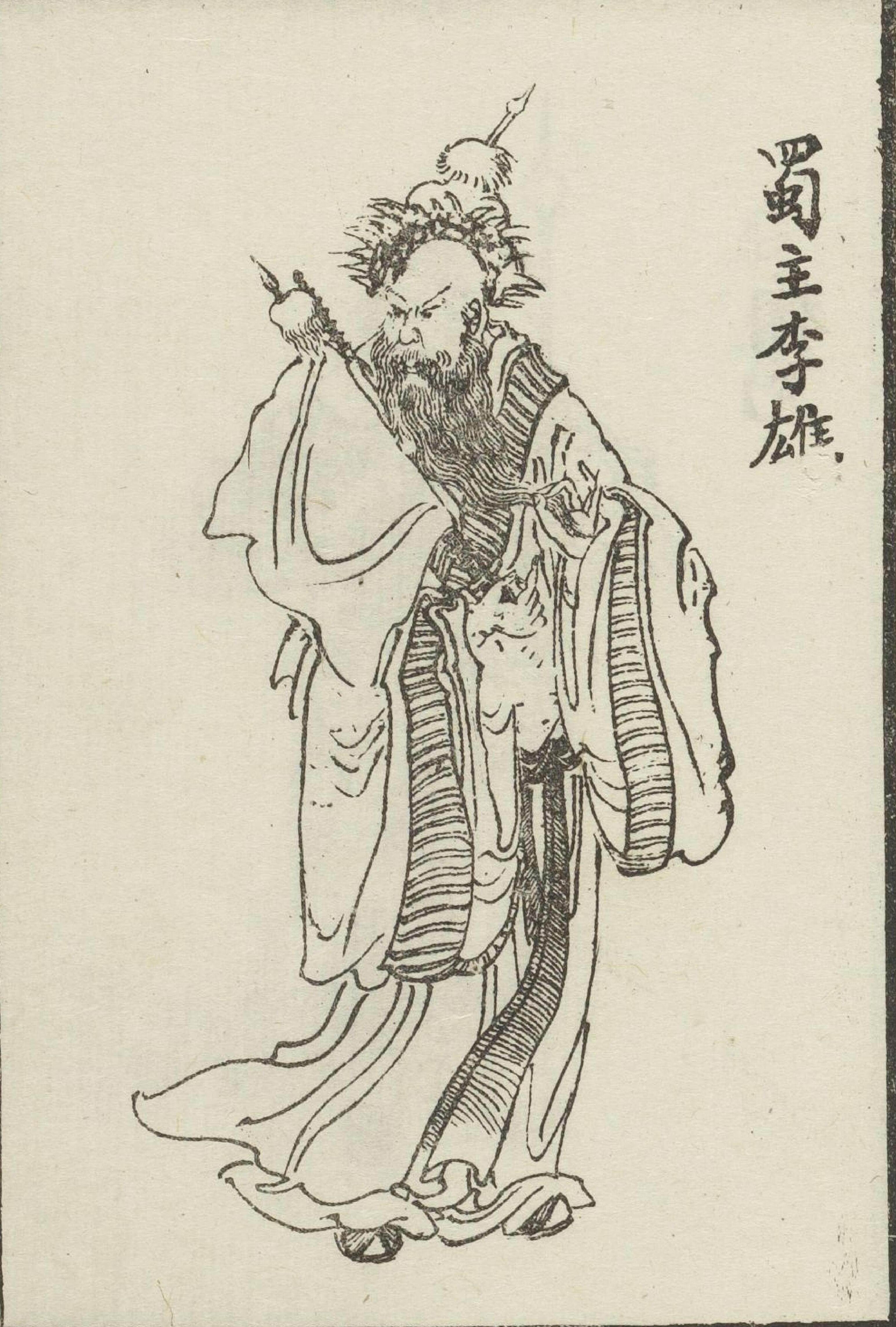
Li Xiong (李特, ca.274-334), afbeelding uit deel 1 van het commentaar van Jin Shengtan (1610-1661) op de Roman van de Drie Koninkrijken.

Toen Li Xiong in 306 het keizerrijk Da Cheng uitriep, nam hij een nieuwe jaartitel aan, Yanping 晏平, "rust en vol vrede" (306-310). Hij verving de drie wetten van Li Te door zeven wetsartikelen. Zijn overgrootvader Li Hu (李虎) ontving als postume naam "Hertog Huan van Ba" (巴郡桓公) en zijn grootvader Li Mu (李慕) werd "koning Xiang van Longxi" (隴西襄王). Zijn vader, Li Te, ontving postuum eerst de titel "Koning Jing van Chengdu" (成都景王) die later werd veranderd in "Keizer Jing" (景皇帝). Zijn tempelnaam werd Shizu (始祖). Zijn oom en directe voorganger Li Liu (李流) werd postuum "Koning Wen van Qin" (秦文王).
Li Xiong benoemde verwanten op belangrijke posten. Zo werd zijn oom Li Xiang (李驤, †328, jongere broer van Li Te) taifu (太傅, hoogste mentor), zijn oudere broer Li Shi (李始, †338) taibao (太保, hoogste bewaker), zijn neef Li Li (李離, †309) taiwei (太尉, hoogste commandant), generaal Li Yun (李雲) situ (司徒, minister van oorlog), generaal Li Huang (李璜) sikong (司空, minister van werken) en Li Guo (李國) taizai (太宰, hoge raadgever).
Het bestuur onder Li Xiong was stabiel. De vereenvoudigde en op taoïstische leest geschoeide wetgeving kende milde vormen van bestraffing. Belasting was beperkt tot drie schepels (斛, hu) graan voor elke man en anderhalve schepel voor iedere vrouw. Ook de verplichte afdrachten aan zijde en katoen waren beperkt. Onderwijs werd mogelijk gemaakt en aan het hof kwam een historisch bureau. Zeker vergeleken met de chaos van dat moment in Zhongyuan (de Centrale Vlakte) moet Sichuan onder Li Xiong toen een plaats van rust zijn geweest. Volgens het Boek van de Jin (juan 121) zou het er zo veilig zijn geweest dat 's nachts de deuren niet afgesloten hoefden te worden. Mede door de gunstige ligging van Sichuan werd Da Cheng welvarend. Pas onder de regering van keizer Li Shou (r.338-343) kwam hieraan een einde, veroorzaakt door een grootschalige verkwisting van belastinggelden.
Luo Shang, de door de Jin benoemde gouverneur van de provincie Yi, was na de inname van Chengdu door Li Xiong ontkomen naar oostelijk Sichuan. Daar bouwde hij versterkingen langs de oevers van de Yangtze, Min en Tuo rivier. Hij ondersteunde in 309 een opstand in Zitong (梓潼) in noordoost Sichuan en gericht tegen Li Xiong. Daarbij sneuvelden twee generaals van Cheng Han, Li Li (李離, neef van Li Xiong) en Yan Shi (閻式). In 310 brak een rebellie uit in Baxi (巴西, het huidige Langzhong). Ook zij sloten zich aan bij Luo Shang en bedreigden Cheng Han. Aan dit gevaar kwam een einde toen Luo Shang medio 310 overleed. Begin 311 had Cheng Han het in de voorafgaande twee jaren verloren gebied terugveroverd.
Tijdens het machtsvacuüm dat ontstond na de val van de Westelijke Jin-dynastie in 311/313 wist Li Xiong zijn invloedsfeer verder uit te breiden. In 312 gaf de commandant van de commanderij Yinping (ten westen van het huidige Pingwu) zich over, waardoor Cheng Han de Yangtze-vallei ten westen van de Drie Kloven beheerste. Ook de inheemse leiders van Hanjia (het huidige Ya'an in Sichuan), Shushi (het huidige Zhaotong in Yunnan) en Jianning (het huidige Qujing in Yunnan) sloten zich aan bij Li Xiong. In 316 deden de commandanten van Pingyi (in Guizhou) en Pengle (in Guangxi) hetzelfde. In 323 werd Yuesui (het huidige Xichang) veroverd. In 328 overleed de belangrijkste generaal van Cheng Han, Li Xiang (李驤), een oom van keizer Li Xiong. Hij ontving postuum de titel prins Xian van Han (漢献王) en werd opgevolgd door zijn zoon Li Shou (李壽 300-343). Die leidde in 332 een veldtocht naar het zuiden en veroverde in 333 de gehele provincie Ningzhou (寧州), de huidige provincies Yunnan en Guizhou. Het bestuur van de veroverde provincie kwam in zijn handen, hij verkreeg daarvoor de titel prins van Jianning (建寧王).
Li Xiong had in 324 zijn neef Li Ban (李班, 288–334), zoon van zijn oudere broer Li Dang (李蕩, †303) benoemd tot troonopvolger. Volgens hem waren zijn eigen vader Li Te en diens (tweede) zoon Li Dang de feitelijke stichters van Cheng Han geweest. De rechtmatige troonopvolger diende daarom een zoon van Li Dang te worden. Omdat de oudste zonen, Li Han (李琀) en Li Zhi (李稚) in 323 waren gesneuveld, werd Li Ban de kroonprins.

#### Li Ban (334)
In 334 werd keizer Li Xiong ernstig ziek. Hij leed mogelijk aan de builenpest en overleed in de zesde maand. Li Ban volgde hem op. Li Shou keerde terug naar de hoofdstad om de nieuwe keizer te ondersteunen. Die liet tijdens de rouwperiode alle politieke zaken aan hem over. Li Ban wordt verder omschreven als een geletterde man, die de hebzucht en het geweld van leden van de keizerlijke familie had bekritiseerd. Hij wilde hun macht inperken door een landhervorming. 

#### Li Qi (334-338)
Li Xiong had zelf meer dan tien zonen. Zij voelden zich door de benoeming van hun neef Li Ban gepasseerd. In de tiende maand van 334  werd de nieuwe keizer vermoord door twee van hen, Li Qi (李期, 314-338) en Li Yue (李越, †338). Li Qi benoemde zichzelf tot keizer en Li Yue werd zijn kanselier. Li Ban ontving de postume titel "kroonprins Li" (戾太子), een ontkenning van zijn keizerschap. Li Qi wantrouwde zijn familieleden. Zo werd in 335 Luo Yan (羅演) een oom van Li Ban, beschuldigd van een poging tot moord op Li Qi. Hij wilde hem vervangen door een zoon van Li Ban. Luo Yan werd geëxecuteerd, net als mevrouw Luo, de moeder van Li Ban. In 336 trof Li Zai (李載), een neef van Li Qi, hetzelfde lot.
Generaal Li Shou had bij de machtsovername door Li Qi een neutrale positie ingenomen. Hij werd door hem benoemd tot gouverneur van de provincie Liang (梁州) om zo de noordgrens te kunnen bewaken en ontving daarvoor als leengoed vijf districten van die provincie. Hij vestigde zich in Fucheng (涪城, het huidige Mianyang, Sichuan). Daar versloeg hij Sima Xun (司馬勳, 306-366), een generaal van de Oostelijke Jin-dynastie en kon zo Hanzhong veroveren. Hij ontving de titel koning van Han (漢王). In de daarop volgende jaren bouwde hij zijn  troepenmacht verder uit en trok daarmee in 337 naar de hoofdstad. In 338 veroverde Li Shou Chengdu, keizer Li Qi werd afgezet (hij pleegde vervolgens zelfmoord) en Li Yue werd omgebracht. Li Shou verklaarde zichzelf tot keizer.

#### Li Shou (338-343) van het keizerrijk Han
Li Shou nam afstand van zijn voorganger Li Xiong. De naam van de staat werd veranderd in Han. Er kwam een nieuwe jaartitel, Hanxing (漢興, 338-343). Hij benoemde zijn vader Li Xiang postuum tot keizer Xian (獻皇帝) en zijn moeder, mevrouw Zan (昝氏) tot keizerin-weduwe (太后). Li Shou bouwde voor hen een nieuwe vooroudertempel. Zijn zoon Li Shi (李勢, †361) werd kroonprins. Verder liet hij geen enkel lid van de keizerlijke familie toe tot zijn kring van vertrouwelingen. In 338 werd Ren Yan (任顏), broer van keizerin-weduwe Ren (任皇后, de echtgenote van Li Xiong) beschuldigd van het beramen van een complot en geëxecuteerd. Tegelijk met hem werden ook alle nog levende zonen van Li Xiong terechtgesteld. Het is niet bekend of dat ook gebeurde met de keizerin-weduwe, de bronnen hebben haar overlijdensdatum niet vermeld.
Li Shou sloot een alliantie met Shi Hu (石虎, r.334-349), heerser van Latere Zhao om gezamenlijk het keizerrijk van de (Oostelijke) Jin aan te vallen. Er werd een vloot gebouwd om de Yangtze af te kunnen varen. Hoewel Li Shou zich op het laatste moment terugtrok, betekende een directe aanval op Jin toch een breuk met het beleid van Li Xiong. Omdat zijn voorouders in dienst van Jin waren geweest, had Li Xiong uit loyaliteitsoverwegingen Jin nooit rechtstreeks willen aanvallen. Li Shou voerde verder strenge straffen in en begon een uitvoerig en kostbaar bouwprogramma. Hierdoor raakten de overheidsfinanciën uitgeput en werd er een zware druk op de bevolking gelegd. Ook dit stond in contrast met het gematigde en zuinige beleid van Li Xiong.

#### Li Shi (343-347) en verovering door Jin
Li Shou overleed in 343 en werd opgevolgd door zijn zoon Li Shi. Hij werd afgeschilderd als losbandig, wreed en gewelddadig. Dit is in Chinese historische bronnen de gebruikelijke vertekening van elke laatste heerser van een dynastie. Desondanks moet hij achterdochtig van aard zijn geweest. In 344 werden twee van zijn naaste adviseurs terechtgesteld, omdat die Li Guang (李廣), de broer van Li Shi, hadden gesteund bij zijn verzoek om tot kroonprins te mogen worden benoemd. Li Shi, die zelf geen kinderen had, zag hierin een samenzwering en dwong zijn broer in 345 tot zelfmoord.
De positie van Li Shi verzwakte toen in 346 een rebellie uitbrak onder leiding van generaal Li Yi (李奕). Hij trok met een grote legermacht op naar de hoofdstad, maar sneuvelde tijdens de belegering. Verder werd het rijk geteisterd door hongersnoden en bedreigd door oprukkende Lao-stammen (獠) vanuit het zuiden. Ondertussen was in Jin de macht van generaal Huan Wen (桓溫, 312-373) aan het keizerlijk hof zodanig toegenomen dat hij in 346 Cheng Han zonder specifieke toestemming kon aanvallen. Hij wist de verdediging onder leiding van Li Fu (李福) en Li Quan (李權) te omzeilen en bereikte in 347 Chengdu. Li Shi gaf zich over aan Huan Wen en werd naar Jiankang, de Jin-hoofdstad gebracht. Daar ontving hij van keizer Mu (r.344-361) de titel "Markies van Guiyi" (歸義侯) en overleed in 361.
Nadat Huan Wen na de verovering van Cheng Han Sichuan weer had verlaten, kwamen twee generaals in opstand. Zij namen Chengdu in en verklaarden in 347 Fan Ben tot keizer van een hersteld rijk. De rebellie eindigde in 349 toen Fan Ben door Jin werd verslagen en gedood.

## Overzicht van de heersers van Cheng Han
- 304 koninkrijk Chengdu: Li Te (terugwerkend), Li Liu (terugwerkend), Li Xiong
- 306 keizerrijk Da Cheng: Li Xiong, Li Ban, Li Qi
- 338 naamswijziging: keizerrijk Han: Li Shou, Li Shi
- 347 verovering door (Oostelijke) Jin

| Persoonsnaam    | Regeer-periode | Postume naam                                                      | Tempelnaam       | Jaartitel(s)                                                                  |
| --------------- | -------------- | ----------------------------------------------------------------- | ---------------- | ----------------------------------------------------------------------------- |
| Li Te (李特)    | 303            | (Cheng Han) Jingdi (成漢景帝)                                     | Shizu (始祖)     | - Jianchu (建初), 303                                                         |
| Li Liu (李流)   | 303            | Koning Wen van Qin (秦文王)                                       | -                |                                                                               |
| Li Xiong (李雄) | 303-334        | (Cheng Han) Wudi (成漢武帝)                                       | Taizong (太宗)   | - Jianxing (建興), 304-305 - Yanping (晏平), 306-310 - Yuheng (玉衡), 311-334 |
| Li Ban (李班)   | 334            | (Cheng Han) Aidi (成漢哀帝) / kroonprins Li (戾太子)              | -                |                                                                               |
| Li Qi (李期)    | 334-338        | (Cheng Han) Feizhu (成漢廢主) / hertog You van Qiongdu (邛都幽公) | -                | - Yuheng (玉恆), 335-337                                                      |
| Li Shou (李壽)  | 338-343        | (Cheng Han) Zhaowendi (成漢昭文帝)                                | Zhongzong (中宗) | - Hanxing (漢興), 338-343                                                     |
| Li Shi (李勢)   | 343-347        | (Cheng Han) Houzhu (成漢後主) / markies van Guiyi (歸義侯)        | -                | - Taihe (太和), 344-345 - Jianing (嘉寧), 346-347                             |

## Historiografische bronnen
De belangrijkste Chinese historiografische bronnen voor Cheng Han zijn twee werken van Chang Qu (常璩, c.291-361), het verloren geraakte Shu Han shu (蜀漢書, Boek van de Han in Shu en de bewaard gebleven Huayang guo zhi (華陽國志, Kronieken van Huayang). In 1987 verscheen een recente, door Ren Naiqiang (任乃强) verzorgde en geannoteerde uitgave
De volgende werken van belang voor de geschiedenis van Cheng Han zijn gebaseerd op de werken van Chang Qu:
- Lente- en herfstannalen van de Zestien Koninkrijken (oorspronkelijk uit 528 en gebaseerd op het Boek van de Han in Shu):
  - De verkorte reconstructie uit 938: juan 6.
  - De reconstructie uit 1585 in de herziene versie uit 1781: juan 76-80.
- Boek van de Jin uit 648: juan 120-121.
- Boek van de Wei uit 554: juan 96 (Cong Li Xiong 賨李雄).

### Geraadpleegde literatuur
- Corradini, Piero, 'The Barbarian States in North China' in: Central Asiatic Journal, Vol. 50 (2006), pp.163-232. Hier met name: pp.180-183.
- Kleeman, Terry F., 'Cheng-Han State' in: Dien, Albert E. en N. Knapp (eds.), The Cambridge History of China, Vol. 2, The Six Dynasties, 220–589, Cambridge (Cambridge University Press) 2019, ISBN 9781107020771, pp.145-155.
- Kleeman, Terry F., Great Perfection. Religion and Ethnicity in a Chinese Millenial Kingdom, Honolulu (University of Hawaii Press) 1998, ISBN 0824818008, passim. Het werk bestaat uit twee hoofdonderdelen:
  - een overzicht van de etniciteit, godsdienst, geschiedenis en historische bronnen van Cheng Han
  - geannoteerde vertalingen uit met name de Kroniek van Huayang (華陽國志, Huayang guozhi), samengesteld door Chang Qu (常璩, 291-361) waaruit de biografieën zijn samengesteld van Li Te, Li Liu, Li Xiang, Li Xiong, Li Ban, Li Qi, Li Shou en Li Shi.

### Overige genoemde literatuur
- (zh)  任乃强, 《华阳国志校补图注》, 上海 (上海古籍出版社) 1987 (Ren Naiqiang, Huayang guozhi xiao bu tu zhu, Shanghai (Shanghai guji chuban she) 1987, 773 pp.